# トム・ディレイ
トーマス・デイル「トム」ディレイ（英語: Thomas Dale "Tom" DeLay,1947年4月8日 - ）は、アメリカ合衆国の政治家。
テキサス州下院議員（1979年 - 1985年）、テキサス州22区選出の連邦下院議員（1985年 - ）。1988年にリチャード・チェイニー下院院内幹事（当時）のもとで副院内幹事に就任。その後、下院多数党院内幹事（1995年 - 2003年）、下院多数党院内総務（2003年 - ）を歴任。
2005年9月28日、テキサス州トラビス郡の大陪審は選挙資金の違法流用でディレイを訴追、起訴した。これに伴い、下院院内総務を辞任した。2011年1月に資金洗浄の容疑で有罪宣告されたが、上告のため収監されていない。

## 経歴

### 生い立ち
テキサス州ラレドで生まれた。父親は石油、天然ガス関連の仕事に従事し、そのため幼年期の大半をベネズエラで過ごす。コーパスクリスティのキャラルレン高校に入学し、フットボールやダンスを行った。ベイラー大学に進学し医学部予科を専攻したが、飲酒した上ベイラー大学のライバル校であるテキサスA&M大学の建物をベイラー大学の色に塗り替えたと言うことで、放校処分となった。ワシントン・ポスト紙はディレイが大学在学中に兵役の延期を受け、1969年にベトナム戦争のための徴兵を受けないのを確実にするための抽選を受けたと報じた。1970年にヒューストン大学を卒業、理学士号を得た。

### 政治経歴
ディレイの政治家としての経歴は1978年にテキサス州下院議員に選出されたことから始まる。1985年には新生クリスチャンとなる。連邦下院議員選出直後の1988年、副院内幹事に任命された。1994年にはニュート・ギングリッチの共和党再建を助け、1995年には下院多数党院内幹事に選出された。
上下両院で多数を占める共和党を背景に、ディレイはギングリッチ、保守的活動家のグローヴァー・ノークィストと共にK ストリート・プロジェクトの始動を手助けした。2002年の中間選挙後、下院多数党院内総務に選出された。幾人かの民主党員には、ディレイは党の規律と応報の実施に加え、ジョージ・W・ブッシュ大統領の立法議案を支持しなかったことで有名であった。議会での数年間でディレイはキャピトル・ヒルに於いて、政策問題では政治上の戦略と戦術だけではなく、最も激しくて、最も忠実な保守的政治家の一人として知られていた。保守的団体（ビジネス、銃、中絶反対）からは高く評価される一方、リベラル団体（市民権、労働組合、環境保護）からは低く評価された。
議会を離れた後、ディレイは政治活動の回顧録「No Retreat, No Surrender: One American's Fight」をスティーブン・マンスフィールドと共同執筆している。またABCのショー番組「Dancing with the Stars」にも出演したが、足の疲労骨折のため辞退した。ディレイは他に養護施設活動を継続しており、妻と共にリッチモンド近郊に「リオ・ベンド」と呼ばれる養護施設を設立、運営している。以前には3人の少年の里親であり、その内の一人の娘はプロダンサーとなった。

## 参照
1. 1 2 3  Wong, Queenie. 10 Things You Didn't Know About Tom DeLay, US News & World Report, 2009-08-17
2. ↑  Tom DeLay ‘Giddy’ About Dancing Gig, TV Watch, 2009-08-19